# Tom Turtschi

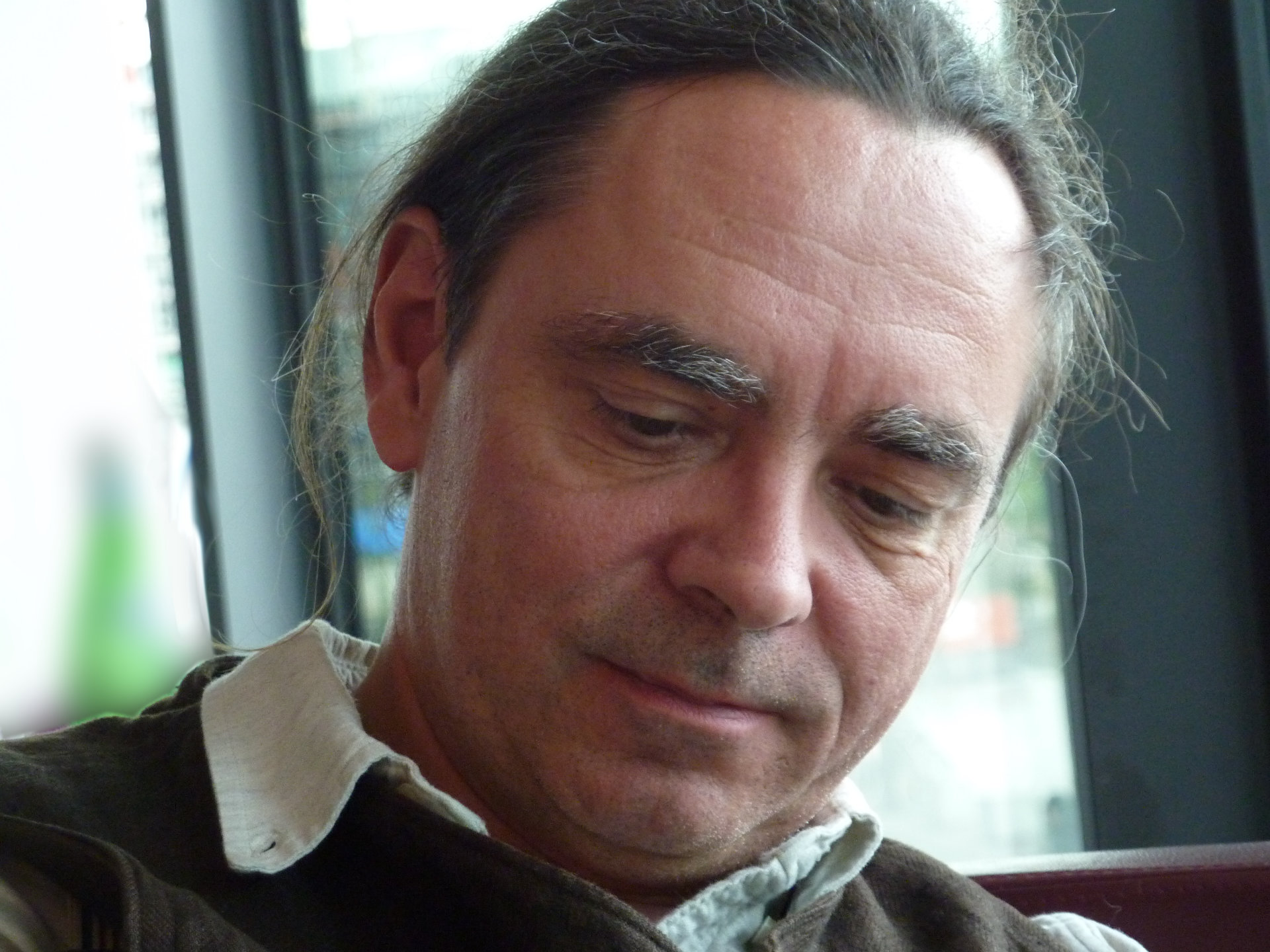
Tom Turtschi (2014)

Tom Turtschi, auch Thomas Turtschi (* 13. Mai 1964 in Biel), ist ein Schweizer Autor, Gestalter und Szenograf.

## Leben
Tom Turtschi arbeitete nach der Ausbildung an den Kunstgewerbeschulen Biel und Luzern einige Jahre als Zeichenlehrer und Kunstvermittler. In den Anfängen des Internets betätigte er sich als Webdesigner und arbeitet derzeit beruflich als Gestalter und Szenograf.
1995 zog Turtschi mit seiner Frau Regula in das Emmental, wo sie ein altes Bauernhaus umbauten und dort 1997 das Kulturzentrum «hof3» als Seminarhaus und Begegnungsort eröffneten. Ausserdem fand von 1997 bis 2019 jährlich im Obstgarten der Hofstatt ein Open-Air-Kino statt. Die Szenografie-Agentur «hof3» konzipiert und realisiert Ausstellungen in den Bereichen Naturpädagogik, Industrie und Forschung. Heute beherbergt der Hof zudem einen biozertifizierten Landwirtschaftsbetrieb, der nach den Prinzipien der Permakultur bewirtschaftet wird.
Mit 50 Jahren begann Turtschi mit dem Schreiben von spekulativer Literatur. Es entstanden Erzählungen und Novellen, die in Magazinen wie Nova, Exodus oder c’t publiziert wurden. Thematisch beschäftigt er sich in seinen Erzählungen mit künstlicher Intelligenz, Lebensverlängerung, Mensch-Maschine-Schnittstelle und den ethischen und moralischen Fragen, die die neuen Technologien mit sich bringen.

## Kritik
Der SF-Autor und Kritiker Michael K. Iwoleit weist auf den Aktualitätsbezug in Turtschis Erzählungen hin. Die Geschichten spielten in der Zukunft, seien dabei aber mehr Gegenwartsanalyse als Exploration oder Weltraumabenteuer. Die Stimmung seiner Erzählungen reiche vom Düster-Dystopischen bis zum Komisch-Absurden. Josefson betont in Der Standard die eigenwillige Erzählstimme, die im Genre der SF keine Selbstverständlichkeit sei.

## Auszeichnungen
Turtschis Kurzgeschichte Don’t Be Evil wurde 2020 vom Science Fiction Club Deutschland mit dem Deutschen Science Fiction Preis für SF-Kurzgeschichten ausgezeichnet. In ihrer Laudatio lobt Christine Witt das «erschreckend realistische Szenario», das Turtschi von einem zukünftigen Krieg zeichnet. Die Kurzgeschichte sei «beklemmend […] durch die eindringliche Schilderung dessen, was der Krieg übrig gelassen hat». Bereits 2018 hatte Turtschi mit Paket Eternity Platz 6 erreicht.

## Werke
Romane
- Die Gotteszone. Die Reise ins Licht. p.machinery, Winnert 2019, ISBN 978-3-95765-168-6.
- Die blauen Hunde von Lop Nor. p.machinery, Winnert 2023, ISBN 978-3-95765-352-9.

Erzählungen (Auswahl)
- Huhn oder Ei. 2014. In: Rene Moreau (Hrsg.): EXODUS science fiction stories. Nr. 32, März 2015, ISSN 1860-675X, S. 42 ff.
- Plug’n’Play. 2017. In: Heise (Hrsg.): c’t – magazin für computertechnik. Nr. 6. Heise, 2017, S. 118 ff.
- Don’t Be Evil. 2018. In: Michael K. Iwoleit & Michael Haitel (Hrsg.): NOVA Science-Fiction. 1. Auflage. Nr. 28. p.machinery, Winnert 2019, ISBN 978-3-95765-180-8, S. 51–78.
- Die Pinocchioabteilung. 2018. In: Michael K. Iwoleit & Michael Haitel (Hrsg.): NOVA Science-Fiction. 1. Auflage. Nr. 29. p.machinery, Winnert 2020, ISBN 978-3-95765-205-8, S. 37–56.
- Neuromarketing. 2019. In: Michael K. Iwoleit & Michael Haitel (Hrsg.): NOVA Science-Fiction. 1. Auflage. Nr. 30. p.machinery, Winnert 2021, ISBN 978-3-95765-233-1, S. 77–102.
- Schrift und Schreiben. 2020.
- Doppelblind-Mission. 2021.[8]
- Faites Vos Jeux. 2022.

Erzählungen Sammelbände
- Eniwetok. Die Flucht. Seins-Fiction Verlag, 2017, ISBN 978-3-9524826-0-5.
- Protokoll Delta Bravo. Cutting Edge Verlag, 2023, ISBN 978-3-95765-357-4.